# Damias milnensis
Damias milnensis là một loài bướm đêm thuộc phân họ Arctiinae, họ Erebidae.